# Archiearis spuria
Archiearis spuria är en fjärilsart som beskrevs av Jacob Hübner 1802. Archiearis spuria ingår i släktet Archiearis och familjen mätare. Inga underarter finns listade i Catalogue of Life.